# Terremoto de Nepal de mayo de 2015
El terremoto de Nepal de mayo de 2015 fue un sismo magnitud 7,3 MW que se registró a las 07:05 GMT (12:50 hora local) del martes 12 de mayo de 2015, y afectó tanto a Nepal como a los vecinos Bangladés e India. Su hipocentro fue localizado a 15 km de profundidad y su epicentro se ubicó a 18 km al sureste de Kodari, Nepal.

## Consecuencias
Los medios locales reportaron al menos 228 muertos adicionales a la catástrofe ocurrida  el 25 de abril, También se informó que al menos 3680 personas fueron heridas en la réplica. La réplica provocó el pánico masivo ya que muchas personas vivían al aire libre después del terremoto del 25 de abril. "Durante los primeros segundos, fue un completo silencio. En el quinto segundo, todo el mundo comenzó a gritar", dijo un testigo ocular. "Fue muy, muy intenso. Incluso cuando el temblor se detuvo, la gente seguía gritando". El temblor causó deslizamientos de tierra recientes y destruyó algunos edificios que sobrevivieron al primer terremoto.
En Nepal, al menos 153 personas murieron a causa del terremoto y más de 3200 personas resultaron heridas, principalmente en las regiones montañosas del noreste.  Hasta el 15 de mayo de 1700 personas seguían recibiendo tratamiento por sus lesiones. Treinta y dos de los setenta y cinco distritos del país se vieron afectados por el terremoto. En Katmandú, las calles se llenaron rápidamente a medida que la gente huía de los edificios. A las pocas horas del terremoto, las tiendas de campaña comenzaron a llenar las áreas abiertas de la ciudad ya que los residentes temían volver adentro.. El distrito de Sindhupalchowk, que también fue duramente afectado en el terremoto original, se encontraba entre las áreas más afectadas. Entre los dos temblores, el 95% de las casas de las áreas fueron destruidas. Las áreas alrededor del Monte Everest también vieron daños recientes.

## Nota
1. ↑  No obstante, según el Ministerio del Interior de Nepal, fue de 6.9.[1]